# Dark Space III
Dark Space III – trzeci album szwajcarskiego zespołu blackmetalowego Darkspace wydany 30 maja 2008 roku nakładem 500 ręcznie ponumerowanych płyt CD. Jest to także pierwsze wydawnictwo po przyłączeniu się grupy do włoskiej wytwórni płytowej Avangarde Records w 2006 roku, za której pośrednictwem ukazały się reedycje dwóch poprzednich albumów.

## Lista utworów
1. "Dark 3.11" – 11:04
2. "Dark 3.12" – 10:40
3. "Dark 3.13" – 11:48
4. "Dark 3.14" – 11:01
5. "Dark 3.15" – 3:34
6. "Dark 3.16" – 14:09
7. "Dark 3.17" – 16:58

### Sampling
- Dialog w utworze Dark 3.11 zaczerpnięty został z filmu Ukryty wymiar.
- Dialog w utworze Dark 3.15 zaczerpnięty został z filmu W stronę słońca.
- Dialog w utworze Dark 3.16 zaczerpnięty został z filmu Książę ciemności Johna Carpentera.

## Twórcy
- Wroth - gitara elektryczna, wokale
- Zhaaral - gitara elektryczna, wokale
- Zorgh - gitara basowa, wokale